# Kloster Kühbach

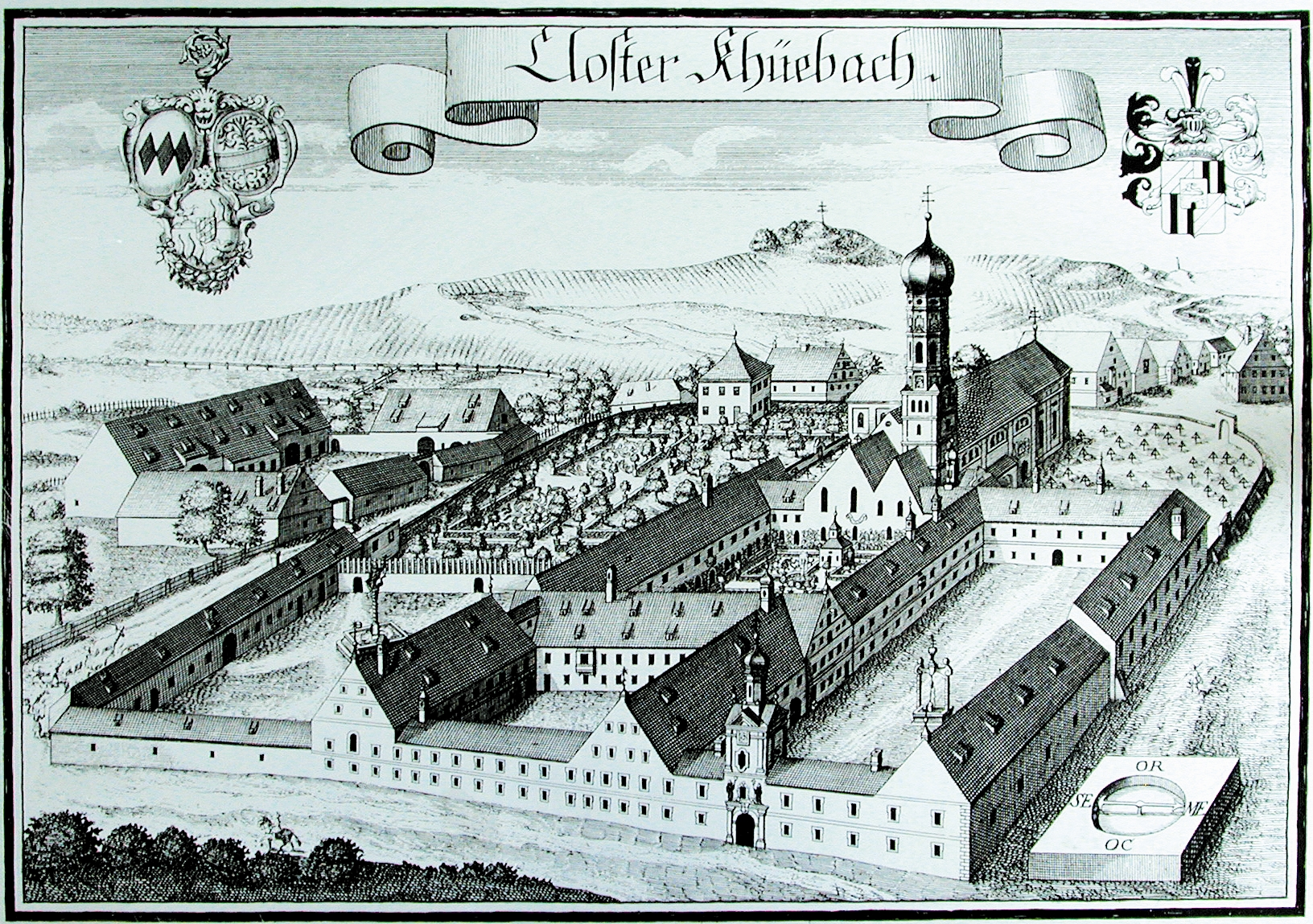
Kloster Kühbach, Kupferstich von Michael Wening, 1701

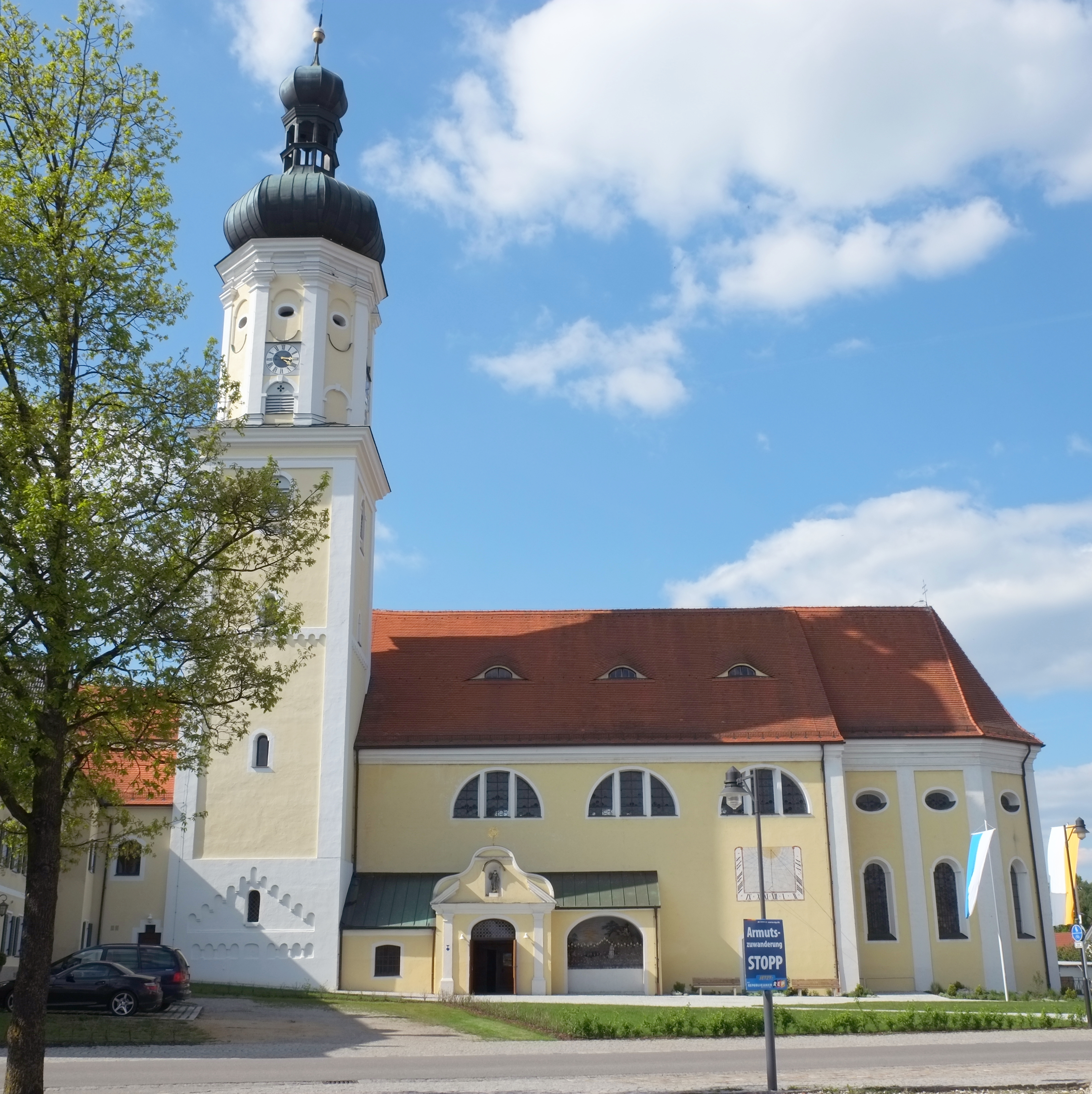
Ehemalige Klosterkirche St. Magnus

Das Kloster Kühbach ist ein ehemaliges Kloster der Benediktinerinnen in Kühbach in Bayern in der Diözese Augsburg.

## Geschichte
Graf Adelbero aus dem Haus der Grafen von Kühbach (Grafen von Hörzhausen) übergab 1011 sein Schloss an Benediktinerinnen zur Gründung eines Klosters und ließ dazu die Kirche St. Magnus erbauen. Die Grafen von Kühbach (Hörzhausen) stammten aus dem Geschlecht der Grafen von Sempt-Ebersberg und erhielten den Paargau von Kaiser Otto I., der damit die Macht der Grafen von Scheyern mindern wollte. Um 1160 musste das Kloster nach einem Brand neu erbaut werden.
Salome von Pflaumern hatte mit vier anderen Schwestern das Kloster 1631 verlassen und wurde danach Priorin in der Benediktinerinnenabtei zur Heiligen Maria in Fulda.
Das Kloster wurde 1803 aufgelöst und verkauft. Die Nonnen konnten jedoch zunächst im Kloster bleiben. Das westlich an die Kirche anstoßende Klostergebäude, das später die Bezeichnung „Schloss“ erhielt, kam 1803 im Zuge der Säkularisation in den Besitz der Freiherrn von Truchseß.
Um 1820 wurde der Südflügel des Klostergebäudes abgerissen.

## Äbtissinnen
bis 1400 lückenhaft
1. Willibirg, 1011
2. Adelheid I. Gräfin von Wittelsbach, ca. 1040
3. Hademut, 1040
4. Richardis, 1127
5. Adelheid II., 1153
6. Hildegard, 1240
7. Agnes I., 1255
8. Juta, 1291, 1293
9. Sophia I. von Hohenberg, 1300, 1310
10. Anna I. Schnaitbeck, 1337, 1342
11. Sabina I., 1362
12. Petrissa Waltburger, 1403
13. Agnes II., 1407, 1414
14. Veronica, 1417
15. Anna II. Oeder, 1459
16. Catharina I. Schweller, 1465
17. Barbara I. Hufnagel, 1467
18. Scholastica I. Stammler, 1488, † 1500
19. Juliana Holzbeck, 1500–1517
20. Sabina II., 1517, 1521
21. Scholastica II. von Haslang, 1521–1537
1537–1550 Administration
22. Maria I. von Rehlingen, 1550–1559
23. Sophia II. Schilling, 1559–1575
24. Scholastica III. Holzbeck, 1575–1577
25. Barbara II. Stern, 1577–1606
26. Genoveva Rett, 1606
27. Anna Maria II. von Imhof, 1606–1638; erhielt 1632 den Stab
28. Francisca von Lerchenfeld, 1638–1643
29. Sabina III. Lutz, 1643–1654
30. Catharina II. Kümpfler, 1654–1685
31. Helena von Lerchenfeld, 1685–1718
32. Cunigunde Schmid, 1718–1725
33. Scholastica IV. Reichsgräfin Khuen-Belasi, 1725–1743
34. Rosa Crucifixa von Altkirch, 1744–1766
35. Barbara III. von Kreitmayr, 1767–1787
36. Gertrud Mutschelle, 1787–1799
37. Anna Bennonia von Kreitmayr, 1799–1803, † 1833